# Derbyana matthewsi
Derbyana matthewsi là một loài bọ cánh cứng trong họ Dermestidae. Loài này được Lawrence & Slipinski miêu tả khoa học năm 2005.